# Йокиойнен
Йо́киойнен (фин. Jokioinen), или Йо́кис швед. Jockis) — община в провинции Канта-Хяме на юго-западе Финляндии. Общая площадь территории — 181,95 км², из которых 1,52 км² покрыто водой.

## Демография
На 31 января 2011 года в общине Йокиойнен проживают 5723 человек: 2826 мужчин и 2897 женщин.
Финский язык является родным для 97,99 % жителей, шведский — для 0,44 %. Прочие языки являются родными для 1,57 % жителей общины.
Возрастной состав населения:
- до 14 лет — 19,06 %
- от 15 до 64 лет — 62,85 %
- от 65 лет — 18,03 %

Изменение численности населения по годам:
| Год  | Численность |
| ---- | ----------- |
| 1980 | 5025        |
| 1990 | 5573        |
| 2000 | 5677        |
| 2010 | 5720        |
| 2011 | 5723        |

## Известные жители и уроженцы
- Густав Крузель (1810—1858) — финский врач.
- Мийна Силланпяя (1866—1952) — первая женщина-министр в Финляндии.